# 嘉布遣大道 (莫奈)
《嘉布遣大道》（Boulevard des Capucines）是法國印象主義畫家克洛德·莫奈在1873年到1874年間完成的一幅繪畫作品，以巴黎嘉布遣大道為主題。
1860年代末，由於法蘭西藝術院組織的巴黎沙龍態度保守，拒絕展出莫奈等人的作品。莫奈便開始和其他的一些藝術家，例如雷諾瓦、畢沙羅和西斯萊一起組辦獨立藝術展（Société anonyme des artistes peintres, sculpteurs et graveurs），《嘉布遣大道》就是其中的展品之一。
這幅畫是參照攝影師納達爾于嘉布遣大道35號的公寓窗口拍攝的照片完成的，實際上莫奈繪有兩幅相同主題的作品，除去藏於堪薩斯城納爾遜藝術博物館的一幅之外，另一幅現存於莫斯科的普希金博物館。但尚不確定哪一幅出現在當年的藝術展之中。

## 外部連結
- Impressionism: a centenary exhibition（页面存档备份，存于）, an exhibition catalog from The Metropolitan Museum of Art (fully available online as PDF), which contains material on this painting (p. 159-163)